# مارتن برانت
مارتن برانت (بالإنجليزية: Martin Brunt)‏ هو مقدم تلفزيوني وصحفي بريطاني، ولد في 5 فبراير 1955.